# ブヴァマ県

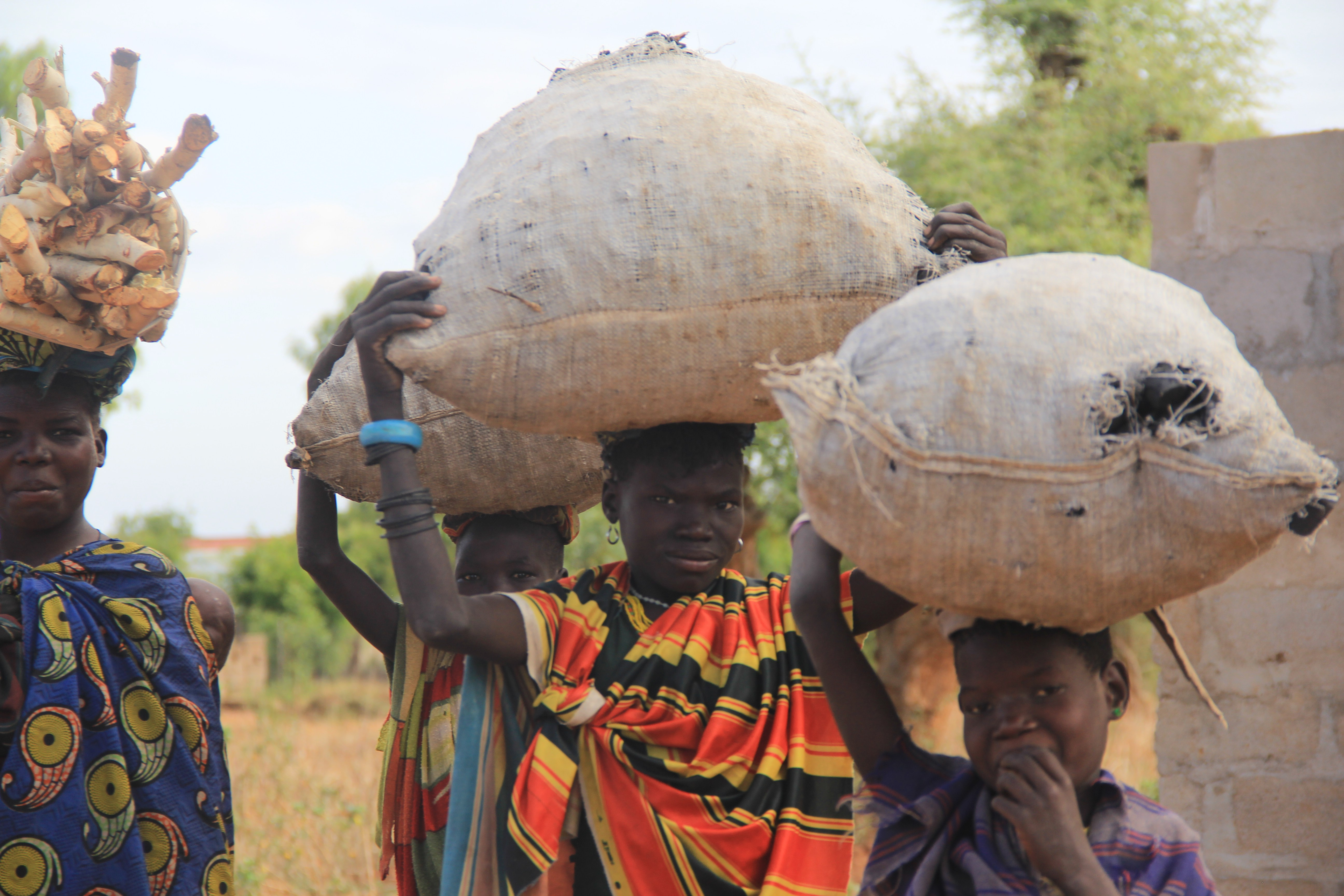
ブヴァマの女性たち（2017年）。持っているのは木炭である。

ブヴァマ県（ブヴァマけん、英語: Buvuma District）は、ウガンダ・中央地域の県のひとつ。歴史的区分ではブガンダに属する。領域はヴィクトリア湖に浮かぶブヴァマ島などであり、国内の県では珍しく「本土」（大陸部）を治めていない。主産業は漁業、木材と木炭である。県都はキタミロ。
人口は106,700人（2017年推定）であり、最新の国勢調査（2014年）からは約1.67万人増加した。また年増加率は6.21%であり、国内でも比較的高い。

## 隣接する県
- ブイクウェ県
- ムコノ県
- マユゲ県